# فرهنگ در تایلند

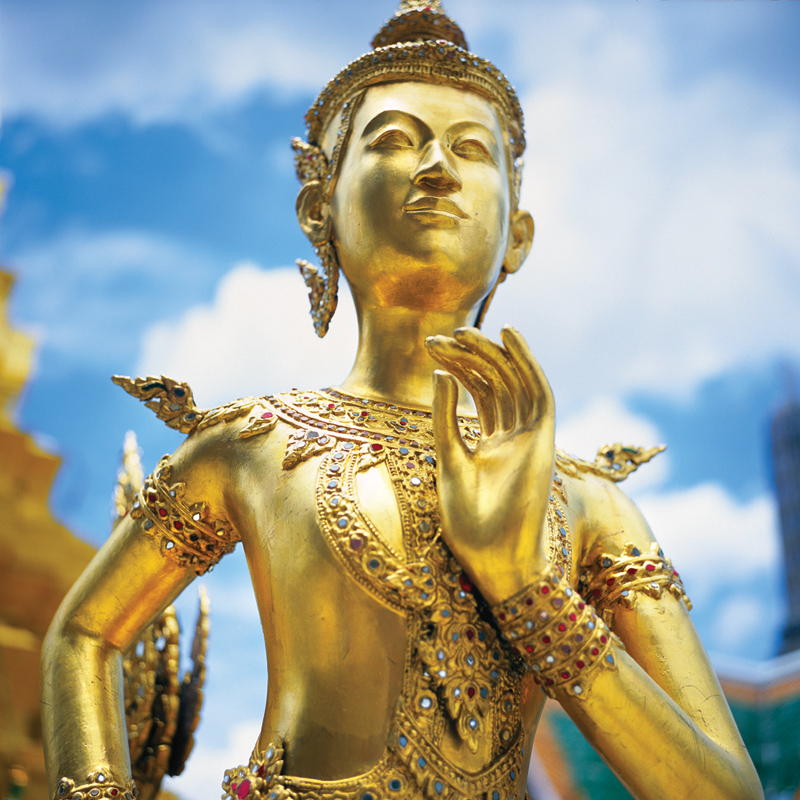
مجسمه کینون اسطوره ای در وات فار ماو، بانکوک

فرهنگ در تایلند با گذشت زمان، از انزوا نسبی آن در دوره سوکوتای، تا دوران معاصر پادشاهی آیوتایا، که تأثیرات آن را از سراسر آسیا جذب کرده‌است، بسیار تکامل یافته‌است. تأثیرات شدید فرهنگ هندی، چینی، برمه و سایر تأثیرات جنوب شرقی آسیا هنوز در فرهنگ سنتی تایلندی مشهود است. بودیسم، روح‌باوری و غرب‌گرایی نیز نقش مهمی در شکل‌دادن به فرهنگ این سرزمین داشته‌است.
فرهنگ ملی تایلند نوآوری جدیدی است منشأ آن را می‌توان در اواخر قرن نوزدهم در دوران سلطنت پادشاه چولالونگ کورن دنبال کرد. چولالون کورن روند اروپایی ناسیونالیسم و متمرکز شدن را که در آن زمان رواج داشت، پذیرفت و آن را در سیام به اجرا گذاشت. برخی از اقداماتی که وی انجام داد تلاش برای مشخص کردن مرزهای سیام، ترویج یک دین مدنی مبتنی بر سلسله چاکری، شورای راهبان و فرهنگ مرکزی سیام بود. ترویج فرهنگ مدنی در دوران کودتا با مشکلات موقت روبرو شد که پایان سلطنت مطلق در دهه ۱۹۳۰ و طی چند سال پس از جنگ جهانی دوم به وجود آمد.
با این وجود، ظهور بومیپول آدولیاده پس از جنگ جهانی دوم، تلاش جدیدی از سوی سلطنت طلبان و ناسیونالیست‌ها برای برقراری مجدد تقدم فرهنگ مدنی در کشور را راهی برای تقویت سلطنت دانست. نسخه فعلی فرهنگ مدنی، عمدتاً مبتنی بر چشم‌انداز ایده‌آل از فرهنگ تایلندی مرکزی (که گاه شامل تایلند جنوبی نیز می‌شود)، گونهٔ جدیدی است که جنبه‌های ملی‌گرایی، پادشاهی کامبوج را در هم می‌آمیزد. فرهنگ‌های منطقه ای تایلندی مانند لانا، ایسان، منشأ چینی و منشا پارسی توسط حکومت سرکوب می‌شود.
فرهنگ مدنی تایلندی امروزی، تایلند را به عنوان سرزمین ناحیه تایلند مرکزی، با یک دین واحد، بودا تروادادا، تحت سلسله چاکری تعریف می‌کند.

## هنجارها و سبک زندگی

### دین
دین مردم تایلند تقریباً ۹۵ درصد بودایی، عمدتاً از مکتب تروادا است و اقلیت ناشناخته ای متعلق به مکتب مهایانه است. علاوه بر این اقلیت‌های مسلمان در تایلند (۵–۶ درصد)، مسیحیان (۱ درصد) و مذاهب دیگر وجود دارند. بودایی توسط دولت پشتیبانی و نظارت می‌شود و راهبان تعدادی از مزایای دولتی مانند استفاده رایگان از حمل و نقل عمومی را دریافت می‌کنند.